# Lijst van voetbalinterlands Bangladesh - Turkmenistan
Deze lijst van voetbalinterlands is een overzicht van alle officiële voetbalinterlands tussen de nationale teams van Bangladesh en Turkmenistan. De landen hebben tot nu toe een keer tegen elkaar gespeeld. De eerste ontmoeting, een kwalificatiewedstrijd voor de Azië Cup 2023, werd gespeeld op 11 juni 2022 in Kuala Lumpur (Maleisië).

## Wedstrijden
| № | Plaats       | Datum        | Competitie                 | Wedstrijd                 | Uitslag |
| - | ------------ | ------------ | -------------------------- | ------------------------- | ------- |
| 1 | Kuala Lumpur | 11 juni 2022 | Azië Cup 2023 kwalificatie | Bangladesh − Turkmenistan | 1 − 2   |

## Samenvatting
| Competitie            | Totaal gespeeld | Winst Bangladesh | Gelijk | Winst Turkmenistan | Doelsaldo Bangladesh – Turkmenistan |
| --------------------- | --------------- | ---------------- | ------ | ------------------ | ----------------------------------- |
| Azië Cup-kwalificatie | 1               | 0                | 0      | 1                  | 1 − 2                               |
| Totaal                | 1               | 0                | 0      | 1                  | 1 − 2                               |